# Иня (река, впадает в Охотское море)
И́ня (в верховье Нонна) — река в Хабаровском крае, впадает в Охотское море. Длина — 330 км, площадь бассейна — 19 700 км².
Берёт начало на северо-восточной оконечности хребта Сунтар-Хаята из озера Хэл-Дэги на высоте 953 м. При впадении в Охотское море разбивается на рукава. Питание снеговое и дождевое. Весеннее половодье, летом дождевые паводки. Наиболее крупный приток — Нилгысыг (правый).
Около устья реки расположен посёлок Новая Иня.

## Притоки
- 13 км: протока без названия (пр.)
- 23 км: Катнеркан (лв.)
- 31 км: без названия (лв.)
- 40 км: Нижн. Нют (лв.)
- 40 км: Нют (лв.)
- 45 км: Желтый (лв.)
- 47 км: Донышки (пр.)
- 60 км: Халы (пр.)
- 64 км: Уклюнчан (лв.)
- 67 км: Шумный (пр.)
- 68 км: Гуйкич (пр.)
- 76 км: Няут (лв.)
- 78 км: Хейджан (пр.)
- 84 км: Хивачан (лв.)
- 86 км: Амундакан Третий (лв.)
- 87 км: Кыл (лв.)
- 93 км: Тунманон (пр.)
- 101 км: Нилгысыг (в верховье Будыга) (пр.)
- 106 км: без названия (лв.)
- 108 км: Нюриченья (лв.)
- 108 км: Эмульчикан (лв.)
- 114 км: без названия (пр.)
- 118 км: Джугаджак (лв.)
- 119 км: без названия (пр.)
- 137 км: без названия (пр.)
- 142 км: протока без названия (пр.)
- 147 км: Бургали (лв.)
- 148 км: без названия (лв.)
- 154 км: без названия (лв.)
- 154 км: Хуларин (Хуламрин) (лв.)
- 161 км: Эльгенчан (лв.)
- 162 км: без названия (пр.)
- 166 км: без названия (пр.)
- 166 км: Накими Первая (пр.)
- 172 км: без названия (лв.)
- 176 км: Накими Вторая (пр.)
- 180 км: Туджак (лв.)
- 184 км: без названия (лв.)
- 184 км: без названия (пр.)
- 188 км: без названия (лв.)
- 188 км: Нялоп (пр.)
- 192 км: без названия (лв.)
- 202 км: без названия (лв.)
- 209 км: Тас (лв.)
- 220 км: Индус (пр.)
- 236 км: без названия (лв.)
- 247 км: Хейджан (пр.)
- 255 км: без названия (лв.)
- 274 км: Хетанджа (лв.)
- 287 км: без названия (лв.)
- 292 км: без названия (лв.)
- 303 км: Сирегнан (пр.)
- 310 км: без названия (пр.)
- 314 км: Хиринян (пр.)
- 314 км: без названия (лв.)
- 320 км: без названия (лв.)
- 322 км: Майма (пр.)
- 327 км: без названия (пр.)